# Greatest Hits (Tracy Chapman)
Greatest Hits è il secondo album raccolta di Tracy Chapman, pubblicato il 20 novembre 2015.

## Tracce
1. Telling Stories – 3:57
2. Baby Can I Hold You – 3:12
3. Change – 5:05
4. The Promise – 5:25
5. Open Arms – 4:34
6. Subcity – 5:10
7. Fast Car – 4:57
8. Bang Bang Bang – 4:22
9. Crossroads – 4:12
10. Speak the Word – 4:11
11. Smoke and Ashes – 6:39
12. Sing for You (single edit) – 3:43
13. You're the One – 3:05
14. Save Us All – 3:45
15. All That You Have Is Your Soul – 5:14
16. Talkin' 'bout a Revolution – 2:39
17. Give Me One Reason – 4:29
18. Stand by Me (live at the late show with David Letterman) – 2:48